# Knokke-Heist-Bredene
Knokke-Heist-Bredene est une course cycliste féminine belge. Créée en 2010, la course fait partie depuis 2011 du calendrier de l'Union cycliste internationale en catégorie 1.2. La course est longue d'environ 110 kilomètres. En 2010 et 2011, la course s'appelle Bredene.

## Palmarès
| Année | Première         | Deuxième            | Troisième         |
| ----- | ---------------- | ------------------- | ----------------- |
| 2010  | Emma Silversides | Helene Vandermassen | Grace Verbeke     |
| 2011  | Winanda Spoor    | Heleen van Vliet    | Christine Majerus |
| 2012  | Liesbet De Vocht | Els Belmans         | Maaike Polspoel   |
| 2013  | Giorgia Bronzini | Jolien D'Hoore      | Martina Zwick     |